# 5 majeur (magazine)
5 majeur est un magazine mensuel français consacré au basket-ball américain et traite exclusivement de la NBA.

## Histoire
Pour son premier numéro, publié au prix de 25 francs en mars 1991, le magazine fait sa une avec Charles Barkley, Karl Malone, Patrick Ewing, Magic Johnson et Michael Jordan de la Dream Team, la sélection américaine de basket-ball qui doit remporter la médaille d'or lors des Jeux olympiques de 1992 à Barcelone.